# Superliga 2022-2023 (pallavolo femminile, Albania)
La Superliga 2022-2023, 77ª edizione della massima serie del campionato albanese femminile di pallavolo, si è svolta dal 30 settembre 2022 al 28 aprile 2023: al torneo hanno partecipato otto squadre di club albanesi e la vittoria finale è andata per la quinta volta al Partizani Tirana.

## Regolamento

### Formula
Le otto squadre partecipanti hanno disputato un girone all'italiana, con gare di andata e ritorno, per un totale di quattordici giornate; al termine della regular season:
- le squadre classificate ai primi sei posti hanno disputato i play-off, con le prime due classificate qualificate direttamente alle semifinali, strutturati con quarti di finale e semifinali giocati al meglio di due vittorie su tre gare e finale giocata al meglio delle tre vittorie su cinque gare;
- la squadra settima classificata ha disputato lo spareggio promozione-retrocessione (play-out) con la seconda classificata della Kategoria 1, valevole per la permanenza in Superliga;
- la squadra ultima classificata è stata retrocessa in Kategoria 1.

### Criteri di classifica
Se il risultato finale è stato di 3-0 o 3-1 sono stati assegnati 3 punti alla squadra vincente e 0 a quella sconfitta, se il risultato finale è stato di 3-2 sono stati assegnati 2 punti alla squadra vincente e 1 a quella sconfitta.

## Squadre partecipanti
| Club             | Stagione | Città    | Impianto       | Stagione precedente                                 |
| ---------------- | -------- | -------- | -------------- | --------------------------------------------------- |
| Barleti          | dettagli | Tirana   | Feti Borova    | 3ª in Superliga; Semifinali play-off scudetto       |
| Korabi           | dettagli | Peshkopi | Bashkim Lala   | 2ª in Kategoria 1; Semifinali play-off promozione   |
| Lushnja          | dettagli | Lushnjë  | Llazar Llupo   | 6ª in Superliga; Quarti di finale play-off scudetto |
| Partizani Tirana | dettagli | Tirana   | Asllan Rusi    | 4ª in Superliga; Semifinali play-off scudetto       |
| Skënderbeu       | dettagli | Coriza   | Tamara Nikolla | 1ª in Superliga; Vincitrice play-off scudetto       |
| Teuta            | dettagli | Durazzo  | Ramazan Njala  | 1ª in Kategoria 1; Vincitrice play-off promozione   |
| Tirana           | dettagli | Tirana   | Farie Hoti     | 2ª in Superliga; Finale play-off scudetto           |
| Vllaznia         | dettagli | Scutari  | Qazim Dervishi | 5ª in Superliga; Quarti di finale play-off scudetto |

## Torneo

### Regular season

#### Risultati
| Prima giornata |                             |     |                            |
|                |                             |     |                            |
| 01-10          | Partizani Tirana - Vllaznia | 3-1 | 22-25, 25-18, 25-16, 25-22 |
| 30-09          | Skënderbeu - Tirana         | 3-0 | 25-12, 25-13, 25-19        |
| 01-10          | Teuta - Lushnja             | 1-3 | 25-21, 18-25, 23-25, 22-25 |
| 01-10          | Barleti - Korabi            | 3-0 | 25-11, 25-16, 25-15        |

| Seconda giornata |                           |     |                            |
|                  |                           |     |                            |
| 07-10            | Lushnja - Tirana          | 0-3 | 20-25, 15-25, 18-25        |
| 07-10            | Vllaznia - Skënderbeu     | 1-3 | 22-25, 25-20, 24-26, 15-25 |
| 08-10            | Korabi - Partizani Tirana | 0-3 | 12-25, 10-25, 9-25         |
| 08-10            | Teuta - Barleti           | 1-3 | 19-25, 24-26, 25-21, 22-25 |

| Terza giornata |                          |     |                                  |
|                |                          |     |                                  |
| 15-10          | Partizani Tirana - Teuta | 3-0 | 25-10, 25-7, 25-21               |
| 15-10          | Tirana - Vllaznia        | 3-0 | 25-23, 25-19, 25-17              |
| 16-10          | Barleti - Lushnja        | 3-2 | 25-17, 17-25, 25-16, 18-25, 15-7 |
| 15-10          | Skënderbeu - Korabi      | 3-0 | 25-13, 25-12, 25-8               |

| Quarta giornata |                            |     |                            |
|                 |                            |     |                            |
| 21-10           | Lushnja - Vllaznia         | 1-3 | 26-24, 20-25, 17-25, 19-25 |
| 21-10           | Barleti - Partizani Tirana | 0-3 | 12-25, 24-26, 20-25        |
| 21-10           | Korabi - Tirana            | 0-3 | 15-25, 7-25, 9-25          |
| 22-10           | Skënderbeu - Teuta         | 3-0 | 25-16, 25-13, 25-10        |

| Quinta giornata |                            |     |                     |
|                 |                            |     |                     |
| 29-10           | Partizani Tirana - Lushnja | 3-0 | 25-14, 25-12, 25-11 |
| 29-10           | Tirana - Teuta             | 3-0 | 25-16, 25-13, 25-11 |
| 29-10           | Skënderbeu - Barleti       | 3-0 | 25-17, 25-23, 25-12 |
| 28-10           | Vllaznia - Korabi          | 3-0 | 25-19, 25-15, 25-16 |

| Sesta giornata |                               |     |                            |
|                |                               |     |                            |
| 04-11          | Lushnja - Korabi              | 3-0 | 25-9, 25-16, 25-16         |
| 05-11          | Partizani Tirana - Skënderbeu | 3-1 | 23-25, 25-20, 25-21, 25-19 |
| 05-11          | Teuta - Vllaznia              | 0-3 | 19-25, 20-25, 20-25        |
| 04-11          | Barleti - Tirana              | 1-3 | 12-25, 25-19, 11-25, 20-25 |

| Settima giornata |                           |     |                                  |
|                  |                           |     |                                  |
| 12-11            | Tirana - Partizani Tirana | 1-3 | 18-25, 25-21, 26-28, 12-25       |
| 11-11            | Vllaznia - Barleti        | 3-1 | 21-25, 26-24, 25-12, 25-11       |
| 12-11            | Skënderbeu - Lushnja      | 3-0 | 25-15, 25-11, 25-18              |
| 12-11            | Korabi - Teuta            | 2-3 | 25-22, 30-32, 17-25, 26-24, 6-15 |

| Ottava giornata |                             |     |                                   |
|                 |                             |     |                                   |
| 03-02           | Vllaznia - Partizani Tirana | 0-3 | 14-25, 17-25, 20-25               |
| 04-02           | Tirana - Skënderbeu         | 3-2 | 25-19, 26-24, 15-25, 20-25, 15-7  |
| 04-02           | Lushnja - Teuta             | 3-2 | 25-21, 25-12, 21-25, 22-25, 15-11 |
| 04-02           | Korabi - Barleti            | 0-3 | 10-25, 14-25, 10-25               |

| Nona giornata |                           |     |                     |
|               |                           |     |                     |
| 11-02         | Tirana - Lushnja          | 3-0 | 25-19, 25-16, 25-18 |
| 10-02         | Skënderbeu - Vllaznia     | 3-0 | 25-16, 25-14, 25-14 |
| 01-03         | Partizani Tirana - Korabi | 3-0 | 25-6, 25-13, 25-14  |
| 11-02         | Barleti - Teuta           | 3-0 | 25-14, 25-13, 25-12 |

| Decima giornata |                          |     |                     |
|                 |                          |     |                     |
| 18-02           | Teuta - Partizani Tirana | 0-3 | 11-25, 14-25, 16-25 |
| 17-02           | Vllaznia - Tirana        | 0-3 | 21-25, 16-25, 11-25 |
| 18-02           | Lushnja - Barleti        | 0-3 | 12-25, 22-25, 23-25 |
| 18-02           | Korabi - Skënderbeu      | 0-3 | 5-25, 6-25, 18-25   |

| Undicesima giornata |                            |     |                            |
|                     |                            |     |                            |
| 24-02               | Vllaznia - Lushnja         | 3-1 | 18-25, 25-20, 25-19, 25-20 |
| 20-03               | Teuta - Skënderbeu         | 0-3 | 21-25, 6-25, 16-25         |
| 25-02               | Tirana - Korabi            | 3-0 | 25-8, 25-8, 25-10          |
| 08-03               | Partizani Tirana - Barleti | 3-0 | 25-23, 25-23, 25-20        |

| Dodicesima giornata |                            |     |                     |
|                     |                            |     |                     |
| 14-03               | Lushnja - Partizani Tirana | 0-3 | 8-25, 11-25, 18-25  |
| 21-03               | Barleti - Skënderbeu       | 0-3 | 11-25, 22-25, 7-25  |
| 09-03               | Teuta - Tirana             | 0-3 | 10-25, 15-25, 13-25 |
| 12-03               | Korabi - Vllaznia          | 0-3 | 15-25, 19-25, 14-25 |

| Tredicesima giornata |                               |     |                     |
|                      |                               |     |                     |
| 18-03                | Tirana - Barleti              | 3-0 | 25-15, 25-17, 25-16 |
| 17-03                | Skënderbeu - Partizani Tirana | 3-0 | 25-19, 25-17, 25-17 |
| 18-03                | Korabi - Lushnja              | 0-3 | 24-26, 24-26, 12-25 |
| 17-03                | Vllaznia - Teuta              | 3-0 | 25-16, 25-14, 25-9  |

| Quattordicesima giornata |                           |     |                           |
|                          |                           |     |                           |
| 25-03                    | Partizani Tirana - Tirana | 3-0 | 25-21, 25-19, 25-23       |
| 24-03                    | Barleti - Vllaznia        | 3-0 | 25-23, 25-15, 25-15       |
| 25-03                    | Lushnja - Skënderbeu      | 0-3 | 15-25, 14-25, 12-25       |
| 25-03                    | Teuta - Korabi            | 3-1 | 25-19, 25-7, 23-25, 25-16 |

#### Classifica
| Pos. | Squadra          | Pt | G  | V  | P  | SV | SP | Ratio | PF    | PS    | Ratio |
| ---- | ---------------- | -- | -- | -- | -- | -- | -- | ----- | ----- | ----- | ----- |
| 1.   | Partizani Tirana | 39 | 14 | 13 | 1  | 39 | 6  | 6,500 | 1 098 | 775   | 1,417 |
| 2.   | Skënderbeu       | 37 | 14 | 12 | 2  | 39 | 7  | 5,571 | 1 106 | 747   | 1,481 |
| 3.   | Tirana           | 32 | 14 | 11 | 3  | 34 | 12 | 2,833 | 1 058 | 813   | 1,301 |
| 4.   | Vllaznia         | 21 | 14 | 7  | 7  | 23 | 24 | 0,958 | 1 011 | 1 002 | 1,009 |
| 5.   | Barleti          | 20 | 14 | 7  | 7  | 23 | 24 | 0,958 | 974   | 972   | 1,002 |
| 6.   | Lushnja          | 12 | 14 | 4  | 10 | 16 | 33 | 0,485 | 934   | 1 100 | 0,849 |
| 7.   | Teuta            | 6  | 14 | 2  | 12 | 10 | 39 | 0,256 | 864   | 1 147 | 0,753 |
| 8.   | Korabi           | 1  | 14 | 0  | 14 | 3  | 42 | 0,071 | 629   | 1 118 | 0,563 |

      Qualificata alle semifinali play-off.
      Qualificata ai quarti di finale play-off.
      Qualificata ai play-out.
      Retrocessa in Kategoria 1.

### Play-off scudetto

#### Tabellone
|  | Quarti di finale | Quarti di finale | Quarti di finale | Quarti di finale | Quarti di finale |   |   | Semifinali       | Semifinali       | Semifinali | Semifinali | Semifinali |   |  | Finale | Finale | Finale | Finale | Finale | Finale | Finale |  |
|  |                  |                  |                  |                  |                  |   |   |                  |                  |            |            |            |   |  |        |        |        |        |        |        |        |  |
|  |                  |                  |                  |                  |                  |   |   | 1                | Partizani Tirana | 3          | 3          |            |   |  |        |        |        |        |        |        |        |  |
|  |                  |                  |                  |                  |                  |   |   | 1                | Partizani Tirana | 3          | 3          |            |   |  |        |        |        |        |        |        |        |  |
|  |                  |                  | 4                | Vllaznia         | 0                | 0 |   |                  |                  |            |            |            |   |  |        |        |        |        |        |        |        |  |
|  | 4                | Vllaznia         | 4                | Vllaznia         | 0                | 0 | 3 | 1                | 3                |            |            |            |   |  |        |        |        |        |        |        |        |  |
|  | 4                | Vllaznia         |                  |                  |                  |   |   |                  |                  |            |            |            |   |  |        |        |        |        |        |        |        |  |
|  | 5                | Barleti          | 2                | 3                | 1                |   |   |                  |                  |            |            |            |   |  |        |        |        |        |        |        |        |  |
|  | 5                | Barleti          | 2                | 3                | 1                |   | 1 | Partizani Tirana | 3                | 0          | 3          | 1          | 3 |  |        |        |        |        |        |        |        |  |
|  |                  |                  |                  |                  |                  |   |   |                  |                  |            |            |            | 3 |  |        |        |        |        |        |        |        |  |
|  |                  |                  | 2                | Skënderbeu       | 1                | 3 | 2 | 3                | 1                |            |            |            |   |  |        |        |        |        |        |        |        |  |
|  |                  |                  |                  |                  |                  | 3 | 2 | 3                | 1                |            |            |            |   |  |        |        |        |        |        |        |        |  |
|  |                  |                  |                  |                  |                  |   |   |                  |                  |            |            |            |   |  |        |        |        |        |        |        |        |  |
|  |                  |                  |                  |                  |                  |   |   |                  |                  |            |            |            |   |  |        |        |        |        |        |        |        |  |
|  |                  | 2                | Skënderbeu       | 3                | 3                |   |   |                  |                  |            |            |            |   |  |        |        |        |        |        |        |        |  |
|  |                  |                  |                  |                  |                  |   |   |                  |                  |            |            |            |   |  |        |        |        |        |        |        |        |  |
|  |                  |                  | 3                | Tirana           | 0                | 1 |   |                  |                  |            |            |            |   |  |        |        |        |        |        |        |        |  |
|  | 3                | Tirana           | 3                | Tirana           | 0                | 1 | 3 | 3                |                  |            |            |            |   |  |        |        |        |        |        |        |        |  |
|  | 3                | Tirana           |                  |                  |                  |   |   |                  |                  |            |            |            |   |  |        |        |        |        |        |        |        |  |
|  | 6                | Lushnja          | 0                | 0                |                  |   |   |                  |                  |            |            |            |   |  |        |        |        |        |        |        |        |  |

#### Risultati

##### Quarti di finale
| Gara 1 |                    |     |                                  |
|        |                    |     |                                  |
| 30-03  | Tirana - Lushnja   | 3-0 | 25-15, 30-28, 25-11              |
| 30-03  | Vllaznia - Barleti | 3-2 | 20-25, 25-20, 21-25, 25-21, 15-5 |

| Gara 2 |                    |     |                            |
|        |                    |     |                            |
| 02-04  | Lushnja - Tirana   | 0-3 | 5-25, 16-25, 22-25         |
| 02-04  | Barleti - Vllaznia | 3-1 | 25-21, 23-25, 25-17, 25-21 |

| Gara 3 |                    |     |                            |
|        |                    |     |                            |
| 05-04  | Vllaznia - Barleti | 3-1 | 30-28, 25-18, 13-25, 25-20 |

##### Semifinali
| Gara 1 |                             |     |                     |
|        |                             |     |                     |
| 08-04  | Partizani Tirana - Vllaznia | 3-0 | 25-19, 25-9, 25-18  |
| 08-04  | Skënderbeu - Tirana         | 3-0 | 25-21, 25-21, 25-14 |

| Gara 2 |                             |     |                            |
|        |                             |     |                            |
| 11-04  | Vllaznia - Partizani Tirana | 0-3 | 21-25, 13-25, 21-25        |
| 11-04  | Tirana - Skënderbeu         | 1-3 | 12-25, 16-25, 26-24, 19-25 |

##### Finale
| Gara 1 |                               |     |                            |
|        |                               |     |                            |
| 15-04  | Partizani Tirana - Skënderbeu | 3-1 | 25-23, 19-25, 25-20, 25-19 |

| Gara 2 |                               |     |                     |
|        |                               |     |                     |
| 18-04  | Skënderbeu - Partizani Tirana | 3-0 | 25-13, 25-22, 25-22 |

| Gara 3 |                               |     |                                  |
|        |                               |     |                                  |
| 21-04  | Partizani Tirana - Skënderbeu | 3-2 | 25-23, 23-25, 23-25, 25-17, 15-7 |

| Gara 4 |                               |     |                            |
|        |                               |     |                            |
| 24-04  | Skënderbeu - Partizani Tirana | 3-1 | 25-23, 25-19, 21-25, 25-16 |

| Gara 5 |                               |     |                            |
|        |                               |     |                            |
| 28-04  | Partizani Tirana - Skënderbeu | 3-1 | 25-21, 20-25, 25-18, 25-15 |

### Play-out

#### Tabellone
|  | Finale     |   |   |  |
|  |            |   |   |  |
|  | Teuta      | 3 | 3 |  |
|  | Teuta      | 3 | 3 |  |
|  | Flamurtari | 1 | 0 |  |

#### Risultati
| Andata |                    |     |                            |
|        |                    |     |                            |
| 02-04  | Teuta - Flamurtari | 3-1 | 25-16, 25-21, 23-25, 25-16 |

| Ritorno |                    |     |                     |
|         |                    |     |                     |
| 05-04   | Flamurtari - Teuta | 0-3 | 18-25, 20-25, 22-25 |

## Verdetti
| Squadra    | Qualificazione      |
| ---------- | ------------------- |
| Skënderbeu | BVA Cup 2023        |
| Korabi     | Kategoria 1 2023-24 |